# Блудново
Блудно́во (рос. Блудново) — присілок у складі Нікольського району Вологодської області, Росія. Входить до складу Краснополянського сільського поселення.

## Населення
Населення — 57 осіб (2010; 60 у 2002).
Національний склад (станом на 2002 рік):
- росіяни — 98 %